# Jasmin de Flore
Jasmin de Flore, född 16 oktober 1997 död 29 juni 2016, var en fransk varmblodig travhäst. Han tränades av Michaël Jean Ruault och kördes av antagligen Michaël Jean Ruault själv eller Jean-Michel Bazire.
Jasmin de Flore tävlade mellan januari 2000 och september 2002, och inledde karriären med en seger. Han sprang in totalt 781 157 euro på 36 starter, varav 11 segrar, 5 andraplatser och 5 tredjeplatser. Han tog karriärens största segrar i Critérium des 4 ans (2001) och Critérium des 5 ans (2002).
Jasmin de Flore segrade även i Prix Abel Bassigny (2000), Prix Jacques de Vaulogé (2000), Prix Louis Le Bourg (2001), Prix de Sélection (2001), Prix Gaston Brunet (2001), Prix de Milan (2001) och kommit på andraplats i Prix Piérre Gamare (2000), Prix de Basly (2000), Prix Camille de Wazières (2001), Prix Guy Le Gonidec (2001), Prix Jockey (2002) och på tredjeplats i Prix Louis Tillaye (2000) och Prix de Tonnac-Villeneuve (2001).
Jasmin de Flore räknas som en av de bästa i årskullen 1997 genom sina vinster i Critérium des 4 ans och Critérium des 5 ans.
Han har lämnat efter sig många stjärnor som avelshingst såsom Critérium des Jeunes vinnaren Billie de Montfort som sprungit in mer än 2,5 miljoner euro samt Ganay de Banville som vunnit Prix de l'Étoile.